# Вестморленд (переписна місцевість, Нью-Йорк))
Вестморленд (англ. Westmoreland) — переписна місцевість (CDP) в США, в окрузі Онейда штату Нью-Йорк. Населення — 390 осіб (2020).

## Географія
Вестморленд розташований за координатами 43°6′54″ пн. ш. 75°24′9″ зх. д. / 43.11500° пн. ш. 75.40250° зх. д. (43.115124, -75.402582).  За даними Бюро перепису населення США в 2010 році переписна місцевість мала площу 1,78 км², уся площа — суходіл.

## Демографія
Згідно з переписом 2010 року, у переписній місцевості мешкало 427 осіб у 155 домогосподарствах у складі 105 родин. Густота населення становила 240 осіб/км².  Було 168 помешкань (94/км²).
Расовий склад населення:
| - 94,1 % — білих - 2,6 % — чорних або афроамериканців - 1,2 % — азіатів - 0,2 % — корінних американців |

До двох чи більше рас належало 1,9 %. Частка іспаномовних становила 1,2 % від усіх жителів.
За віковим діапазоном населення розподілялося таким чином: 26,2 % — особи молодші 18 років, 62,3 % — особи у віці 18—64 років, 11,5 % — особи у віці 65 років та старші. Медіана віку мешканця становила 37,6 року. На 100 осіб жіночої статі у переписній місцевості припадало 95,9 чоловіків;  на 100 жінок у віці від 18 років та старших — 95,7 чоловіків також старших 18 років.
Середній дохід на одне домашнє господарство  становив 70 536 доларів США (медіана — 81 797), а середній дохід на одну сім'ю — 56 841 долар (медіана — 61 711). 
Цивільне працевлаштоване населення становило 305 осіб. Основні галузі зайнятості: мистецтво, розваги та відпочинок — 38,7 %, публічна адміністрація — 18,0 %, виробництво — 16,4 %.